# Ernest Saves Christmas
Ernest Saves Christmas é um filme de comédia produzido nos Estados Unidos em 1988, dirigido por John R. Cherry III e protagonizado por Jim Varney.

## Enredo
Um homem que afirma ser o Papai Noel chega a 
Orlando, Flórida, e pega carona com Ernest P. Worrell, um  atrapalhado taxista. Ele afirma que está prestes a se aposentar e precisa de um sucessor, o escolhido é Joe 
Carruthers, uma celebridade local. Noel acaba esquecendo seu saco mágico de brinquedos no táxi de Ernest e não consegue falar com Joel, devido a relutância de seu agente Mark. Agora, Ernest e a adolescente Harmony precisam encontrar o Papai Noel e devolver o saco mágico antes que o Natal seja arruiarruinado. No entanto, deixar esse saco mágico longe das mãos de gananciosos não será uma tarefa fácil.

## Elenco
- Jim Varney como Ernest P. Worrell
- Douglas Seale como Papai Noel
- Oliver Clark como Joe Carruthers
- Noelle Parker como Harmony Starr / Pamela Trenton
- Gailard Sartain como Chuck
- Bill Byrge como Bobby
- Billie Bird como Mary Morrissey
- Key Howard chave como agente de imigração
- Jack Swanson como Empresário
- Buddy Douglas como Pyramus, o Elfo
- Patty Maloney como Thisbe, a Elfa
- Barry Brazell como passageiro de táxi
- George Kaplan como sr. Dillis
- Robert Lesser como Marty Brock
- Zachary Bowden como garoto na estação de trem